# XGRA: Extreme-G Racing Association
XGRA: Extreme-G Racing Association är ett futuristiskt racing datorspel och den fjärde i Extreme-G serie, efter Extreme-G 3. Detta spel har fler banor samt ett helt nytt vapensystem.